# Уеда Ай
Ай Уеда (яп. 上田藍;26 жовтня 1983, Кіото, Японія) — японська тріатлоністка. Переможниця Всесвітніх ігор з дуатлону, багаторазова чемпіонка Азії і учасниця трьох Олімпіад.

## Біографічні відомості
Після завершення навчання переїхала з Кіото до Тіби. З 2005 року — професіональна спортсменка.

## Досягнення

### Тріатлон
Світова серія
- Сумарне третє місце: 2016
- Друге місце: 2014 (Йокогама)
- Третє місце: 2016 (Йокогама)

Кубок світу
- Перше місце: 2009, 2010, 2014 (Уатулько, Мексика), 2013 (Ішігакі), 2015 (Косумель, Мексика), 2016, 2019 (Міядзакі), 2018 (Південна Корея), 2019 (Кейптаун, Південна Африка), 2019 (Нур-Султан, Казахстан), 2019 (Ліма, Перу)
- Друге місце: 2010, 2011 (Монтеррей, Мексика), 2014, 2016, 2017, 2019 (Південна Корея)
- Третє місце: 2014 (Мулулаба, Австралія), 2017 (Кейптаун)

Чемпіонат Азії
- Перше місце: 2006, 2008, 2014, 2015, 2015 (естафета), 2016, 2019
- Друге місце: 2007, 2009
- Третє місце: 2002, 2012

Азійські ігри
- Перше місце: 2014, 2014 (естафета)
- Друге місце: 2006

Азійські пляжні ігри
- Перше місце: 2014, 2014 (естафета)

Молодіжний чемпіонат Азії
- Перше місце: 2005

Кубок Азії
- Перше місце: 2004 (Вакаяма), 2005 (Сітігахама), 2005 (Муракамі), 2006 (Південна Корея), 2013 (Амакуса)
- Друге місце: 2004 (Амакуса)
- Третє місце: 2005 (Вакаяма)

Панамериканський кубок
- Перше місце: 2008 (Вальє-де-Браво, Мексика), 2008, 2010 (Салінас, Еквадор)
- Друге місце: 2010 (Масатлан, Мексика)

### Дуатлон
Всесвітні ігри (дуатлон)
- Перше місце: 2013

Чемпіонат світу з дуатлону
- Друге місце: 2015, 2018

Чемпіонат Азії з дуатлону
- Перше місце: 2012

## Статистика
Статистика виступів на головних турнірах:
| Дата | Назва турніру              | Місце | Очки (час) | Примітки |
| ---- | -------------------------- | ----- | ---------- | -------- |
| 2003 | Кубок світу                |       |            |          |
| 2004 | Кубок світу                |       |            |          |
| 2005 | Чемпіонат світу            | 18    | 02:02:42   |          |
| 2005 | Кубок світу                |       |            |          |
| 2006 | Чемпіонат світу            | 12    | 02:06:43   |          |
|      | Кубок світу                |       |            |          |
| 2007 | Чемпіонат світу            | 18    | 01:56:47   |          |
|      | Кубок світу                | 59    | 25         | [ 1 ]    |
| 2008 | Чемпіонат світу            | 29    | 02:05:59   |          |
| 2008 | Олімпійські ігри           | 17    | 02:02:19   |          |
|      | Кубок світу                | 39    | 47         | [ 2 ]    |
| 2009 | Чемпіонат світу в естафеті | 8     | 00:22:34   |          |
| 2009 | Світова серія              | 33    | 956        | [ 3 ]    |
| 2010 | Світова серія              | 31    | 886        |          |
| 2011 | Світова серія              | 16    | 1695       |          |
| 2012 | Олімпійські ігри           | 39    | 02:06:35   |          |
| 2012 | Світова серія              | 31    | 1361       |          |
| 2015 | Всесвітні ігри (дуатлон)   |       | 01:57:59   |          |
| 2013 | Світова серія              | 18    | 1440       |          |
| 2014 | Чемпіонат світу в естафеті | 9     | 00:21:23   |          |
| 2014 | Світова серія              | 19    | 1732       |          |
| 2015 | Чемпіонат світу з дуатлону |       | 01:58:51   |          |
| 2015 | Світова серія              | 14    | 2070       |          |
| 2016 | Олімпійські ігри           | 39    | 02:03:37   |          |
| 2016 | Світова серія              |       | 3616       |          |
| 2017 | Світова серія              | 15    | 2214       |          |
| 2018 | Чемпіонат світу з дуатлону |       | 01:49:38   |          |
| 2018 | Світова серія              | 29    | 1398       |          |
| 2019 | Світова серія              | 51    | 454        |          |
| 2020 | Світова серія              | 27    | 00:56:24   |          |